# 克里斯蒂安·阿爾布雷希特 (什勒斯維希-霍爾斯坦-戈托普)
克里斯蒂安·阿爾布雷希特（德語：Christian Albrecht，1641年2月13日—1695年1月6日），霍爾斯坦-戈托普公爵，1659年至1695年在位。

## 家庭
1667年，克里斯蒂安·阿爾布雷希特與丹麥公主弗蕾德里克·阿瑪莉埃結婚，兩人共有2子2女：
1. 索菲·阿瑪莉埃（1670年—1710年）
2. 腓特烈四世（1671年—1702年）
3. 克里斯蒂安·奧古斯特（1673年—1726年）
4. 瑪麗·伊莉莎白（英语：Marie Elisabeth, Abbess of Quedlinburg）（1678年—1755年）